# Fatal Racing
Fatal Racing (noto negli Stati Uniti come Whiplash) è un videogioco arcade di corse d'auto sviluppato e pubblicato dalla Gremlin Interactive per sistemi MS-DOS nel 1996. Il gioco si potrebbe considerare come il precursore del moderno Burnout Legends, lo scopo del gioco infatti era avere il massimo punteggio che si otteneva con il fast lap "giro più veloce" oppure uccidendo gli avversari e arrivando per primi. Tra le opzioni aveva la possibilità di far giocare due persone con un solo computer giocare in modalità split screen oppure con due PC in collegamento tramite porta seriale.